# Russell Cave National Monument
Le Russell Cave National Monument est un monument national américain situé dans le nord de l'État américain de l'Alabama, près de la ville de Bridgeport. Sa création date du 11 mai 1961, lorsque 130 hectares sont données au peuple américain par la National Geographic Society. L'endroit est maintenant géré et entretenu par le National Park Service. Russell Cave est inscrit au Registre national des lieux historiques depuis le 15 octobre 1966.
Avec une longueur cartographiée de 11,6 km, Russell Cave est la troisième plus longue grotte cartographiée de l'Alabama. En 2006, elle se classe 90e sur la United States Long Cave List et 314e sur la liste des plus longues grottes du monde. Son entrée exceptionnellement large est utilisée comme abri par les Amérindiens depuis leur installation dans le sud-est des actuels États-Unis jusqu'à la colonisation par les européens. La forêt environnante leur fournit nourriture, outils et bois énergie.

## Géologie
La roche dans laquelle Russell Cave est creusée s'est formée il y a plus de 300 millions d'années, au fond d'une mer fermée couvrant la région. Des dépôts de squelettes et de coquillages riches en carbone se transforment lentement en calcaire. L'eau de pluie, légèrement acidifiée par le dioxyde de carbone présent dans l'atmosphère, dissout lentement une partie de la pierre calcaire, donnant naissance à une grotte. L'effondrement du plafond d'une caverne, il y a entre 9 000 et 12 000 ans, sous une colline près de Doran's Cove crée une doline, révélant l'existence de Russell Cave.
Pratiquement jusqu'à l'occupation de la grotte par les Amérindiens, Russell Cave est inhabitable à cause d'un ruisseau occupant l'entierté de la grotte.

## Biologie
Des études de biologie historique et de paléobotanique montrent que la faune et la flore de l'Eastern Forest Region ne se sont pas réellement modifiées depuis des milliers d'années. Cette situation commence à évoluer lorsque les colons européens défrichent pour se servir du bois ou pour mettre en place une agriculture commerciale et de subsistance.
Russell Cave est habitée par des chauves-souris et le cours d'eau de la grotte abrite une espèce de poissons (le « sculpin »). Différentes espèces de serpents vivent aux alentours de la grotte, comme le mocassin cuivré (agkistrodon contortrix), le crotale des bois (crotalus horridus), l'élaphe et le serpent-roi (lampropeltis). Plus de 115 espèces d'oiseaux ont été identifiées par les chercheurs à Russell Cave.

## Galerie

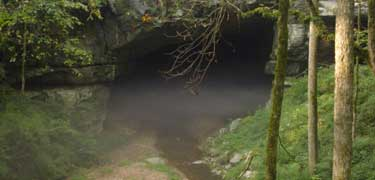
Entrée.
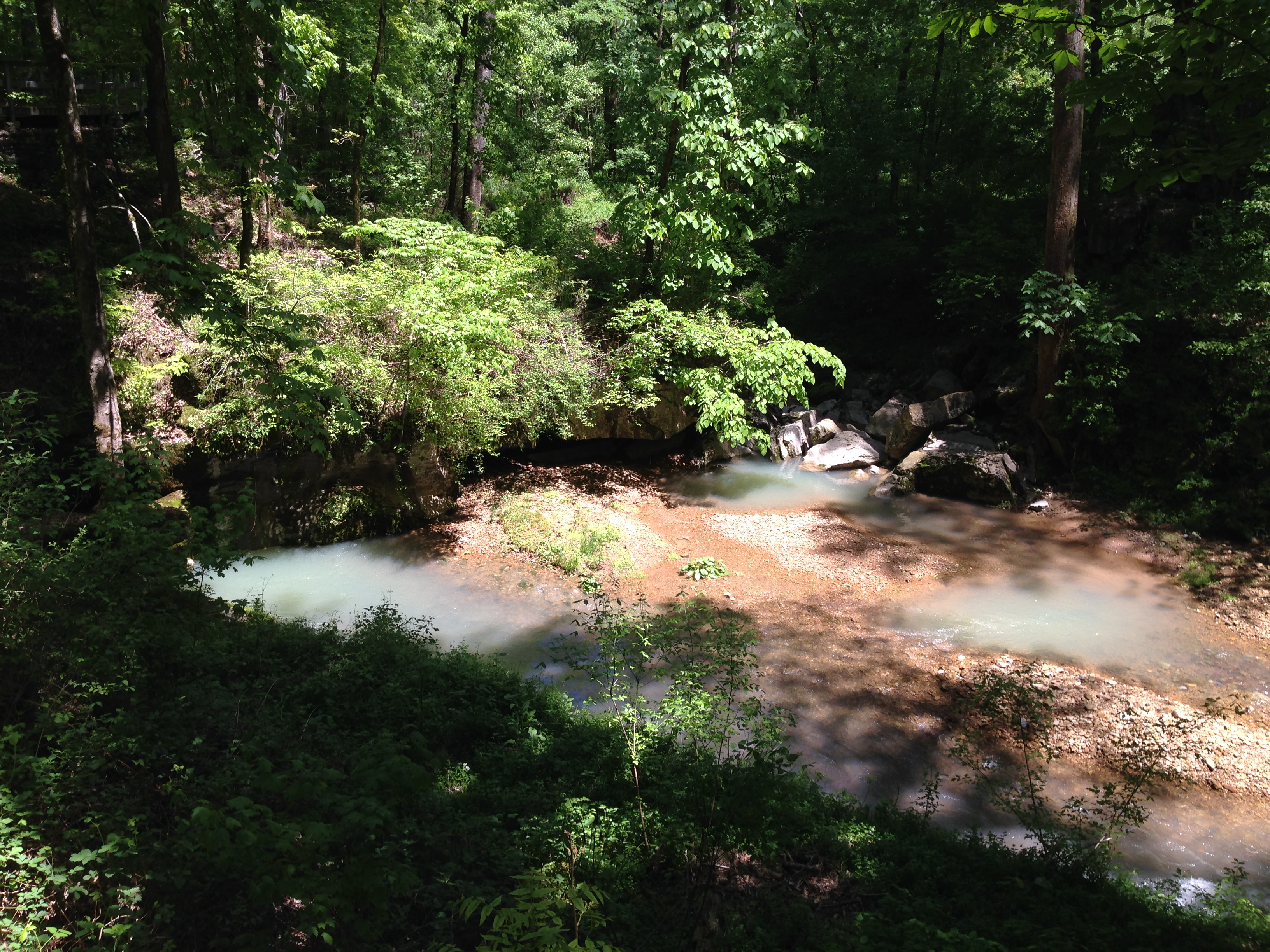
Source.
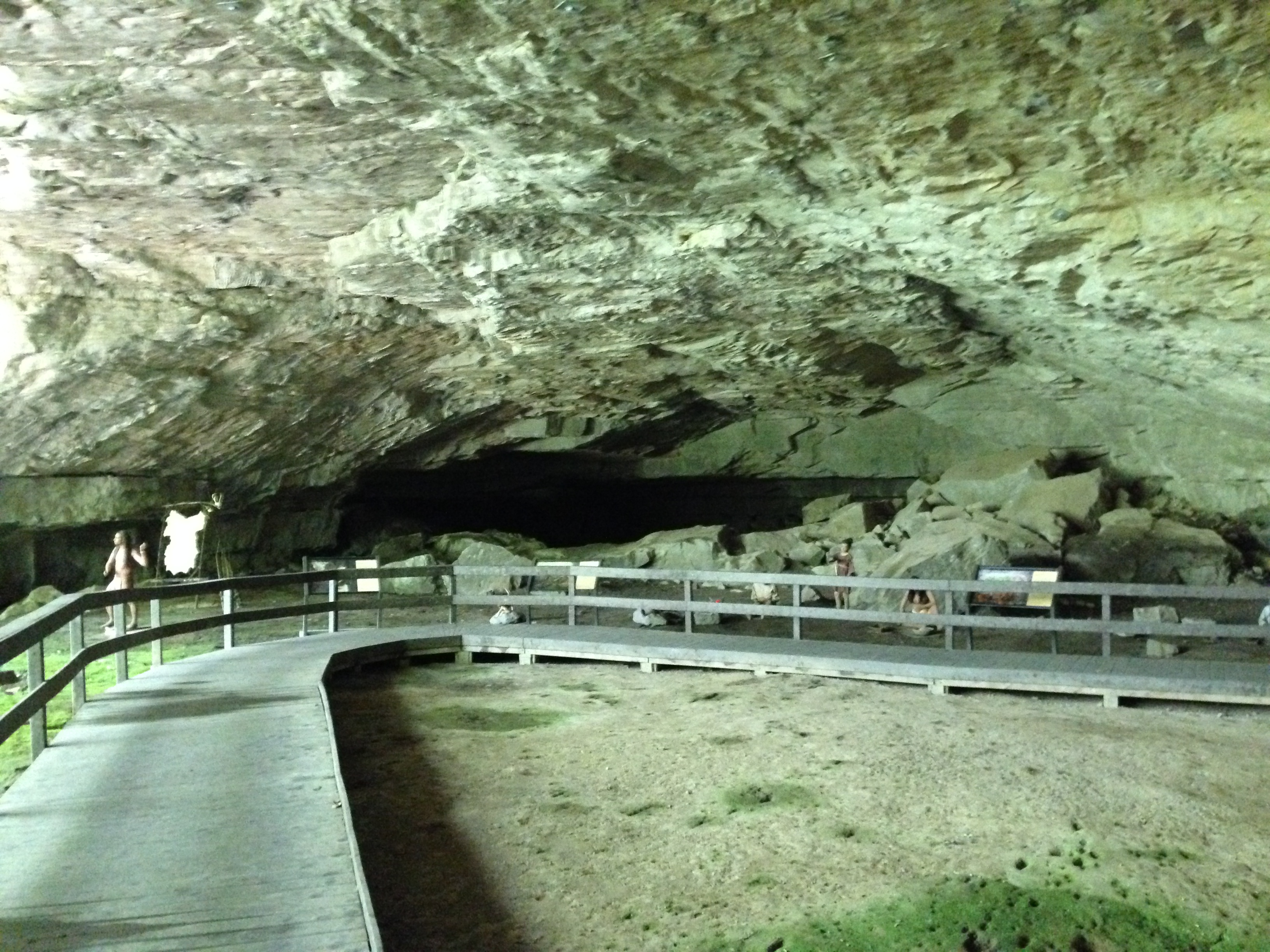
Chemin dans la grotte.
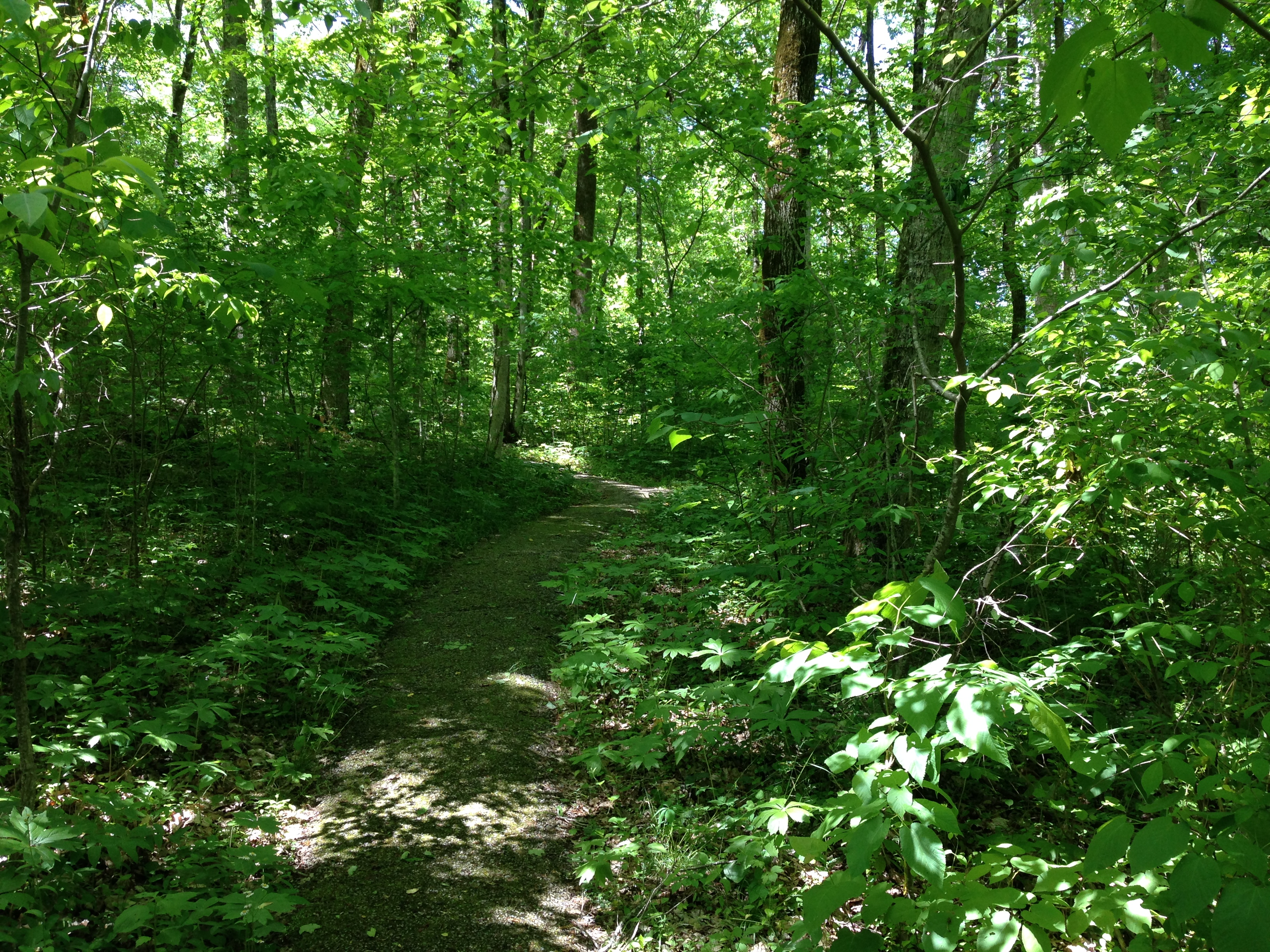
Chemin.